# Jasmine Camacho-Quinn
Jasmine Camacho-Quinn (North Charleston, 21 de agosto de 1996) é uma atleta porto-riquenha especializada em 100 metros com barreiras. Nos Jogos de Tóquio 2020, celebrados em 2021, converteu-se na segunda portoriquenha da história e a primeira de origem afro-latina a ganhar uma medalha de ouro representando Porto Rico nos Jogos Olímpicos.
Proveniente de uma família de atletas, seus pais James e Maria competiam em atletismo na Charleston Southern University de North Charleston, Carolina do Sul. A sua mãe, Maria Camacho, nasceu e cresceu em Trujillo Alto, Porto Rico, até aos 9 anos em que a família se mudou para Nova Jérsia. Robert Quinn, jogador de futebol americano, é seu irmão. Foi membro da equipa feminina de atletas, Kentucky Wildcats, da Universidade de Kentucky, onde também pertenceu anteriormente a atleta Kendra Harrison quem, em 2016, estabeleceu o recorde mundial de 100 metros barreiras com um tempo de 12:20.
Participou da Rio 2016 nos 100 m c/ barreiras onde se classificou a semifinais mas tropeçou com as últimas três barreiras e não pôde terminar a corrida. Em 2021, na mesma disciplina, ganhou a medalha de ouro dos Jogos Olímpicos de Verão de 2020 de Tóquio, estabelecendo um novo recorde olímpico nas semifinais, com um tempo de 12:26, superando a marca anterior da australiana Sally Pearson (12:35) de 2012; e sendo a quarta melhor marca da história. Nos dois campeonatos mundiais de atletismo seguintes, Eugene 2022 e Budapeste 2023, conquistou duas medalhas, prata e bronze.
Em Paris 2024 ficou com a medalha de bronze.

## Palmarés internacional
| Jogos Olímpicos | Jogos Olímpicos | Jogos Olímpicos   | Jogos Olímpicos          |
| Ano             | Lugar           | Medalha           | Prova                    |
| --------------- | --------------- | ----------------- | ------------------------ |
| 2020            | Tóquio          | Medalha de ouro   | 100 metros com barreiras |
| 2024            | Paris           | Medalha de bronze | 100 metros com barreiras |